# Клара (Килкенни)
Клара (англ. Clara; ирл. Clárach) — деревня в Ирландии, находится в графстве Килкенни (провинция Ленстер). В деревне есть замок.